# Jean Nicolas Pierre Hachette
Jean Nicolas Pierre Hachette (ur. 6 maja 1769 w Mézières, zm. 16 stycznia 1834) – francuski matematyk. Zajmował się głównie geometrią wykreślną.

## Życie
Urodził się w Mezieres jako syn księgarza. Kształcił się w Charleville oraz później w Reims. W 1793 roku został profesorem hydrografii. Utrzymywał kontakty służbowe z Gaspardem Mongem (ówczesnym ministrem marynarki), dzięki któremu otrzymał posadę na wydziale geometrii wykreślnej w świeżo utworzonej École Polytechnique.